# كاتدرائية ستراسبورغ

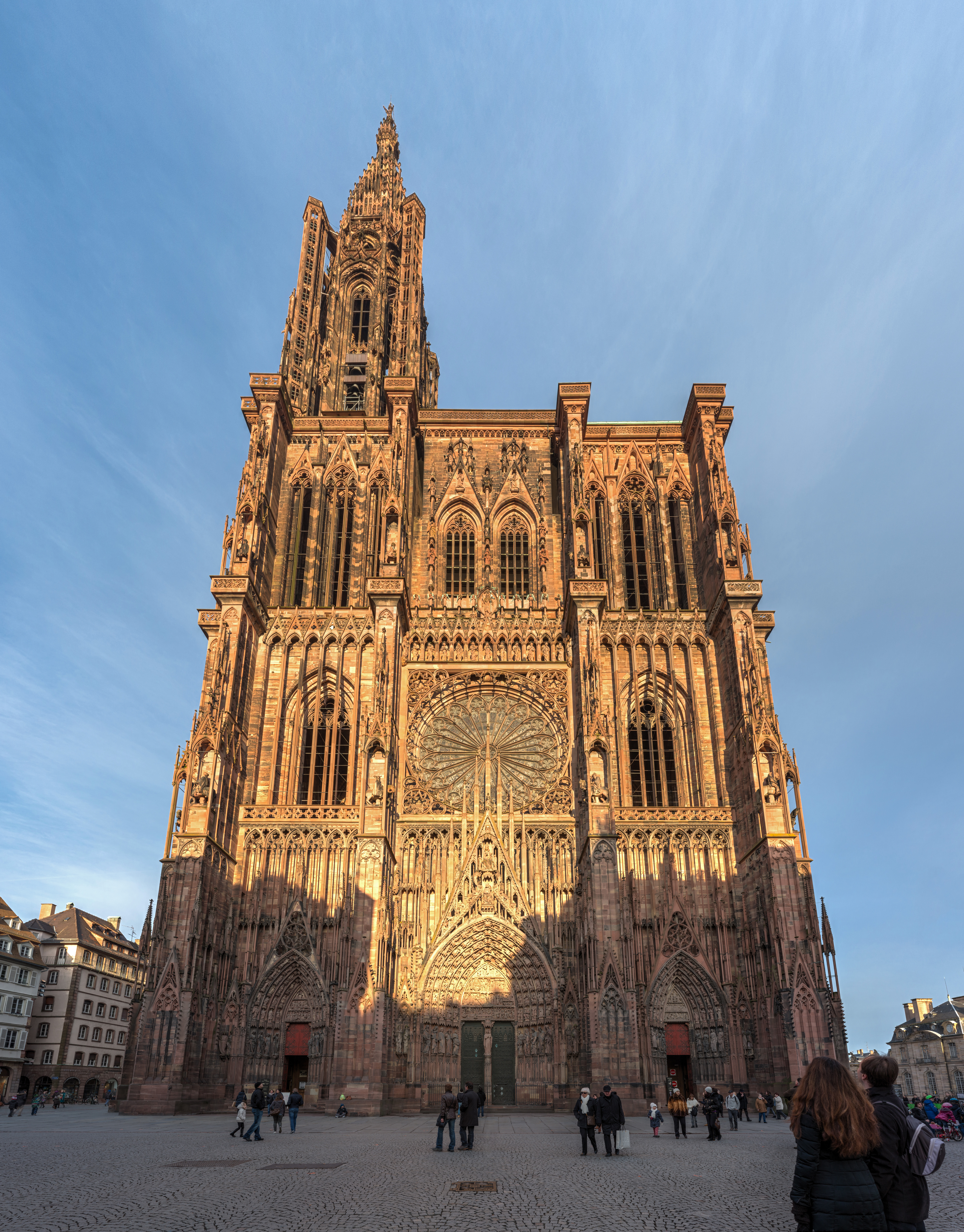
واجهة كاتدرائية ستراسبورغ الغربية.

كاتدرائية ستراسبورغ أو كاتدرائية سيدة ستراسبورغ (بالفرنسيَّة: Cathédrale Notre-Dame de Strasbourg, or Cathédrale de Strasbourg؛ بالألمانيَّة: Liebfrauenmünster zu Straßburg or Straßburger Münster) هي كاتدرائية رومانية كاثوليكية في ستراسبورغ، في منطقة الألزاس، فرنسا. على الرغم من أن أجزاء كبيرة من العمارة مبنية على النمط المعماري الرومانسكي، الا أنها تعتبر على نطاق واسع من بين أروع الأمثلة للعمارة القوطية. وينسب هندسة الكاتدرائية إلى إرفين فون شتاينباخ الذي عرف بالمساهمات الكبيرة في إنشاء الكاتدرائية من 1277 حتى وفاته في 1318.
يبلغ برج الكاتدرائية حوالي 142 متر (466 قدم)، وكانت أطول مبنى في العالم بين الأعوام 1647-1874 (227 سنة)، عندما تفوقت عليها كنيسة القديس نيقولا في هامبورغ. اليوم الكنيسة تحتل مرتبة سادس أطول كنيسة في العالم وأعلى هيكل في العصور الوسطى.
وصف فيكتور هوغو الكاتدرائية بأنها «أعجوبة عملاقة وحساسة»، ووصفها يوهان فولفغانغ فون غوته بأنها «شاهقة رفيعة، كشجرة واسعة من عند الله»، بالإمكان رؤية سهول الألزاس أو الغابة السوداء على الجانب الآخر من نهر الراين من الكاتدرائية.

## تاريخ
تم توثيق تاريخ كاتدرائية ستراسبورغ جيدًا بفضل محفوظات مؤسسة نوتردام ومدينة ستراسبورغ والأبرشية. أجريت الحفريات الأثرية أسفل وحول الكاتدرائية في 1896-1897،  1907،  1923-1924،  1947-1948،  بين 1966 و 1972،  وأخيراً بين 2012 و 2014.

### المباني السابقة في الموقع
توجد مستوطنة رومانية تسمى أرجينتوراتوم، تبلغ مساحتها عشرين هكتارًا، في الموقع منذ حوالي 12 قبل الميلاد، في نقطة إستراتيجية حيث عبرت الجسور نهر الراين واثنين من روافده. أصبحت مركزًا تجاريًا رئيسيًا للنبيذ والحبوب ولاحقًا للمنسوجات والمنتجات الفاخرة. تم فرض المسيحية لأول مرة عام 313 بموجب مرسوم قسطنطين. شارك أماناند، وهو أول أسقف مسجل، في مجلسي كولون وسارديك في 346 و 347. يُعتقد أن كنيسة أو كاتدرائية باليوكرستية قد تأسست بموجب مرسوم صادر عن كلوفيس الأول، لكن موقعها ومظهرها الدقيق غير معروفين. شيد الأسقف القديس أربوغاست أول كاتدرائية بنيت في الموقع الحالي في حوالي 550-575. في عهد شارلمان، كرس الأسقف ريمي المذبح وبنى سرداب جنازة في حوالي عام 778. يُعتقد أن هذه الكنيسة الكارولنجية كانت بها حنية محاطة بمصليتين صغيرتين وصحن مغطى بسقف بعوارض خشبية، ولكن لم يبق أي أثر حتى اليوم.

### كاتدرائية الرومانسيك
في عام 1002، بعد وفاة الإمبراطور الروماني المقدس أوتو الثالث، اندلعت معركة بين خلفائه المحتملين. عندما دعم الأسقف فيرنر الأول المرشح الفائز، هنري الثاني ملك ألمانيا، أغار أحد منافسيه هنري، الألماني هيرمان، على ستراسبورغ وأحرق الكاتدرائية. ناشد الأسقف الإمبراطور الجديد، الذي منح ثُمن عائداته في المقاطعة من أجل بناء كاتدرائية جديدة. في عام 1015، وضع الأسقف فيرنر الحجر الأول لكاتدرائية جديدة على أسس الكنيسة الكارولنجية. كانت الكنيسة الجديدة كبيرة بشكل استثنائي، حيث أقصر من الكاتدرائية الحالية بعشرة أمتار فقط، وأضيق بمقدار عشرة أمتار فقط من واجهتها الغربية. كانت الجبهة الغربية أيضًا استثنائية لأنها كانت محاطة ببرجين، النمط «التوافقي» الذي أصبح شائعًا في الكاتدرائيات القوطية خلال القرن التالي. ربما كان للطاهي، أو الطرف الشرقي، برج أيضًا، وكان محاطًا بمصليتين صغيرتين. كان طول جناح الكاتدرائية 55 مترًا، وهو نفس طول صحن الكنيسة والجوقة. كان صحن الكنيسة والجوقة مكونين من ثلاث سفن، ولكل منها سفينتين. كان الوعاء المركزي أعلى من الضمانتين. كان المبنى الجديد، بسقفه الخشبي، عرضة للحريق للأسف؛ عانت من حرائق في 1136 و 1140 و 1150 و 1176. تم إصلاح الكنيسة بعد كل حريق، وتم إجراء عمليات إعادة البناء والتعديلات، لكنها احتفظت بشكلها الرومانسكي الأساسي، بجدران سميكة ونوافذ صغيرة وأعمدة ضخمة. توقف العمل في الكنيسة بشكل متكرر بسبب الحروب والأزمات السياسية.

### الكاتدرائية الرومانية القوطية
قرر المطران هاينريش الأول فون هاسينبيرج (1181-25 مارس 1190) بناء كاتدرائية جديدة، لتكون أجمل من كاتدرائية مونستر، التي كانت على وشك الانتهاء. بدأ بناء الكاتدرائية الجديدة على أسس الهياكل السابقة. تم الاحتفاظ بسرداب الرومانسيك الأصلي وتوسيعه غربًا. بدأ مهندسو إعادة البناء في تضمين العناصر القوطية، متبعين النمط الذي ظهر في شمال فرنسا في القرن الثاني عشر، مع الحفاظ على السمات الرومانية الحالية. بين عامي 1200 و 1228، تم استبدال أقبية الرومانسيك في الجناح الشمالي بقبو ضلع قوطي مدبب، والذي كان أقوى وحوّل قوة الدفع إلى الخارج، مما قلل من الحاجة إلى أعمدة ضخمة في الداخل. تم تنفيذ ذلك بعد ذلك في الجناح الجنوبي. تمت الخطوة الرئيسية التالية نحو الطراز القوطي برفع أقبية الجناح الجنوبي، مما أدى إلى إنشاء جدران أرق ومساحة أكبر للنوافذ العالية. ظهر النمط القوطي أيضًا في التماثيل، ولا سيما عمود الملائكة، وفي طبول الأذن فوق البوابات المزدوجة في الجناح الجنوبي، والتي أظهرت تأثير النحت في الكاتدرائيات القوطية الفرنسية.
كانت الخطوة الرئيسية التالية هي إعادة بناء صحن الكنيسة على الطراز القوطي، والذي حدث بين عامي 1240 و 1274. بفضل تركيب الخزائن المضلعة، تم رفع صحن الكنيسة إلى ارتفاع 27 مترًا، وامتلأت الجدران العلوية بنوافذ زجاجية ملونة. تم إجراء عمليات العبور الأولى فيما كان يُعرف بأسلوب لورين، مع مستويين من النوافذ الرباعية، يمر عبر ممر ضيق. ومع ذلك، قرروا بين عامي 1250 و 1255 أن يصبحوا أكثر طموحًا، واستخدموا ما أطلق عليه «الأسلوب الباريسي»؛ أدى هذا إلى إنشاء ثلاثة مستويات بارتفاع إجمالي يبلغ 32 مترًا من الأرضية إلى الأقبية. تم نسخ الأعمدة القوطية للقسم الجديد بالضبط من أعمدة بازيليك القديس دينيس. 

### إضافات رايون (1277-1439)

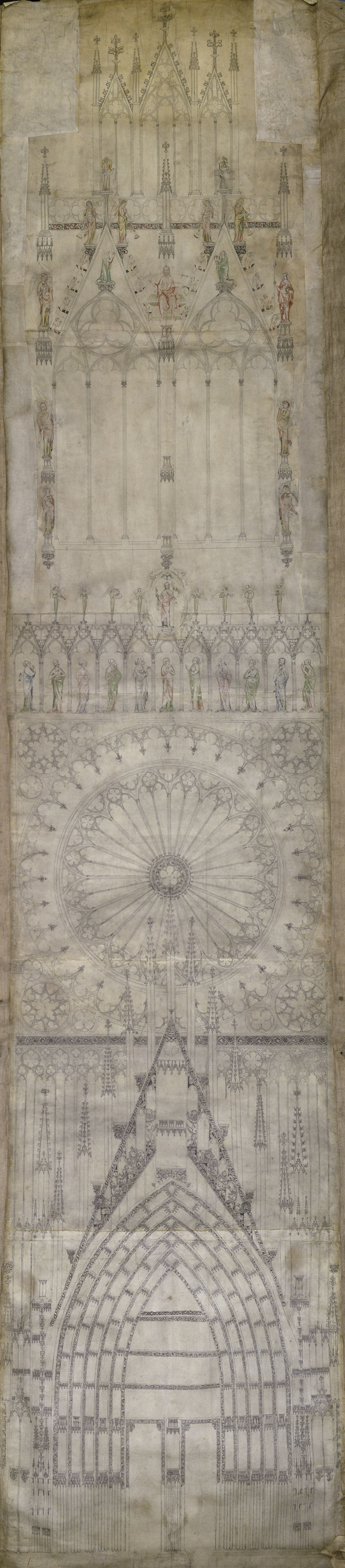
غيرلاخ فون شتاينباخ: رسم 5، تصميم 1360 للواجهة الغربية. أكبر رسم معماري أصلي للكاتدرائية وأكثرها زخرفة. ارتفاع ، عرض.

كان المشروع الرئيسي التالي هو إعادة بناء الواجهة الغربية، أو الواجهة، على الطراز القوطي. تم وضع الحجر الأول في 25 مايو 1277 من قبل الأسقف كونراد من ليشتنبرغ. الخطة الجديدة مستوحاة جزئيًا من الكاتدرائيات الفرنسية، ولا سيما كنيسة سان أوربان في تروا. دعا التصميم إلى جبهة غربية أطول وأعرض من الصحن الموجود خلفها. من خلال استخدام الدعامات والجدار المزدوج، والجدار الخارجي المزخرف بمساحات واسعة، والجدار الداخلي الذي يتحمل الوزن وبه نوافذ كبيرة، يمكن أن يكون داخل الكاتدرائية مزيد من الضوء. في الوقت نفسه، سيصل البرجان المخططان على جانبي الواجهة إلى ارتفاع غير عادي يبلغ 122 مترًا. ابن اروين فون شتاينباخ في يوهانس فون شتاينباخ بمثابة الماجستير، أو ويركميستر (مهندس) من (على الأقل) 1332 حتى وفاته في عام 1341. من عام 1341 حتى عام 1372 (أو وفقًا لمصادر أخرى: 1339-1371)، شغل منصب كبير المهندسين من قبل السيد غيرلاخ (يجب عدم الخلط بينه وبين ابن إروين الآخر، غيرلاخ فون شتاينباخ، مهندس كنيسة نيدرهاسلاخ)،  الذي تم تحديده على أنه حفيد إروين يوهانس غيرلاش فون شتاينباخ. أكمل تركيب نافذة الوردة، وفوقها اثنا عشر تمثالا للرسل. في عام 1372، تم الاستيلاء على العمل كونراد، المعروف أيضًا باسم كونتزي، والذي لا يُعرف عنه سوى القليل، حتى عام 1382. تبعه مايكل فون فرايبورغ (المعروف أيضًا باسم مايكل فون جموند، أو مايكل بارلر، من عائلة بارلر للمهندسين المعماريين)، وتم تسجيله باعتباره أوبرا ماجستر في 1383-1387،  والذي خلفه بعد ذلك كلاوس فون لوهر (1388) − 1399). أكمل الرجال الثلاثة برج الجرس فوق الجزء المركزي من الواجهة، في تصميم ابتعد عن فكرة جيرلاش فون شتاينباخ الأولية عن البرج المركزي والذي لم يُعرف تأليفه الدقيق.
كان البرج الشمالي الثماني عبارة عن عمل مشترك للمهندسين المعماريين أولريش إنسينجين (رمح) ويوهانس هولتز من كولونيا (أعلى). عمل إنسينجين في الكاتدرائية من عام 1399 إلى عام 1419، وتولى القيادة من كلاوس فون لوهر وهولتز من عام 1419 إلى عام 1439، واستكمل المبنى أخيرًا.  غالبًا ما تمت مناقشة بناء البرج الثاني، وتم اقتراحه بجدية عندما أصبحت الألزاس جزءًا من ألمانيا بعد الحرب الفرنسية الألمانية عام 1871 في عام 1871، ولكن تم استقباله ببرود من قبل سكان ستراسبورغ، الذين اعتبروه رمزًا للاحتلال الألماني.
كان البرج الشمالي أطول مبنى في العالم منذ عام 1647 (عندما احترق برج كنيسة سانت ماري الأطول، شترالسوند) حتى عام 1874 (عندما اكتمل برج كنيسة القديس نيكولاي في هامبورغ). لم يتم بناء البرج الجنوبي المخطط له، ونتيجة لذلك، أصبحت الكاتدرائية الآن، بشكلها المميز غير المتماثل، المعلم الرئيسي في الألزاس. يمكن للمرء أن يرى 30 كيلومترًا من مستوى المراقبة، والذي يوفر إطلالة على ضفاف الراين جبال الفوج وصولاً إلى الغابة السوداء. في عام 1505، انتهى المهندس المعماري جاكوب فون لاندشوت والنحات هانز فون آخن من إعادة بناء بوابة سانت لورانس (بورتيل سان لوران) خارج الجناح الشمالي بأسلوب عصر ما بعد القوطي بشكل ملحوظ. كما هو الحال مع البوابات الأخرى للكاتدرائية، فإن معظم التماثيل التي سيتم رؤيتها الآن في الموقع هي نسخ، وقد تم نقل النسخ الأصلية إلى متحف عمل السيدة العذراء. مثل مدينة ستراسبورغ، تربط الكاتدرائية التأثيرات الثقافية الألمانية والفرنسية، في حين أن الهياكل الشرقية، مثل الجوقة والمدخل الجنوبي، لا تزال تتمتع بميزات رومانية للغاية، مع التركيز بشكل أكبر على الجدران أكثر من النوافذ.يعد البرج من أوائل المباني التي اعتمدت بشكل كبير على الحرفية، حيث كان المظهر النهائي واحدًا بدرجة عالية من الخطية التي تم التقاطها في الحجر. في حين تم رسم الواجهات السابقة بالتأكيد قبل البناء، فإن ستراسبورغ بها واحدة من أقدم الواجهات التي لا يمكن تصور بنائها دون رسم مسبق. تمثل كاتدرائية ستراسبورغ وكولونيا معًا بعض الاستخدامات المبكرة للرسم المعماري. يقترح عمل البروفيسور روبرت أو.بورك من جامعة أيوا أن تصميم واجهة ستراسبورغ، على الرغم من أنه يبدو عشوائيًا تقريبًا في تعقيده، يمكن بناؤه باستخدام سلسلة من المثمنات الدوارة.

### تاريخ لاحق
في أواخر العصور الوسطى، تمكنت مدينة ستراسبورغ من تحرير نفسها من سيطرة الأسقف والارتقاء إلى مرتبة المدينة الإمبراطورية الحرة. تميز القرن الخامس عشر المنتهية ولايته بخطب يوهان جيلر فون كايزرسبرج والإصلاح البروتستانتي الناشئ، الذي مثله في ستراسبورغ شخصيات مثل جون كالفين ومارتن بوسر وجاكوب ستورم فون ستورمك. في عام 1524، خصص مجلس المدينة الكاتدرائية للعقيدة البروتستانتية، بينما تعرض المبنى لبعض الأضرار من هجمات تحطيم الأيقونات. بعد ضم لويس الرابع عشر ملك فرنسا للمدينة، في 30 سبتمبر 1681، واحتُفل بالقداس في الكاتدرائية في 23 أكتوبر 1681 بحضور الملك والأسقف فرانز إيغون من فورستنبرغ،  أعيدت الكاتدرائية إلى الكاثوليك وداخلها أعيد تصميمها وفقًا لليتورجيا الكاثوليكية للإصلاح المضاد. في عام 1682، تم كسر شاشة الجوقة (التي بنيت عام 1252) لتوسيع الجوقة نحو صحن الكنيسة. يتم عرض بقايا شاشة الجوقة في متحف عمل السيدة العذراء وفي الأديرة. كما تم هدم المذبح الرئيسي أو العالي، وهو عمل رئيسي من منحوتات عصر النهضة المبكرة، في ذلك العام. يمكن رؤية شظايا في متحف العمل نوتردام. جولة، الباروك الخزانة تمت إضافة ذات أبعاد متواضعة-الشمالي الشرقي للمجاز الشمالي في عام 1744 من قبل المهندس المعماري في المدينة جوزيف ماسول وفقا لخطط روبرت دى كوت وبين 1772 و 1778 مهندس جان لوران جويتز تحيط الكاتدرائية من قبل معرض في أسلوب الإحياء القوطي المبكر من أجل إعادة تنظيم متاجر التجار التي كانت تستقر حول المبنى (وستفعل ذلك حتى عام 1843).

### الثورة الفرنسية والقرن التاسع عشر
بعد اندلاع الثورة الفرنسية، في 2 نوفمبر 1789، استولت الدولة الفرنسية على جميع ممتلكات الكنيسة وسرعان ما تم تخريبها من قبل أكثر الثوار حماسة. قام مدير الأشغال العامة في ستراسبورغ، جيرولد، بإنزال وحماية تماثيل البوابة بسرعة، ولكن تم تحطيم 215 تمثالًا من التماثيل فوق البوابات بالمطارق، وكذلك الملائكة فوق الجملونات على الواجهة، والتيجان وصوامع تماثيل الملوك. تم حفظ التمثال فوق طبلة الأذن الوسطى وعلى البوابة الجنوبية للجناح لأنه كان مغطى بألواح خشبية تحمل الشعار الثوري "Liberté-Egalité-Fraternité"،
في أبريل 1794، بدأ انرجيس التخطيط لهدم البرج على أساس أنه يضر بمبدأ المساواة. ومع ذلك، تم إنقاذ البرج عندما توجه مواطنو ستراسبورغ في مايو من نفس العام بقبعة فريجية عملاقة من الصفيح من النوع الذي كان يرتديه إنراجيس أنفسهم. تم حفظ هذه القطعة الأثرية لاحقًا في المجموعات التاريخية للمدينة حتى تم تدميرها جميعًا أثناء حصار ستراسبورغ في حريق هائل في أغسطس 1870. تمت إزالة سبعة أجراس كنائس وصهرتها لتحويلها إلى مدفع، ومصادرة الذهب والأشياء الثمينة الأخرى في الداخل، وفي نوفمبر 1793 تم إعلان الكاتدرائية رسميًا «معبد العقل». لم تتم إعادة الكاتدرائية إلى سيطرة الكنيسة حتى 15 يوليو 1801، إلى جانب الممتلكات المصادرة التي لم يتم تدميرها. أعيد نحت البوابات إلى أماكنها أو تم ترميمها بين عامي 1811 و 1827. ومع ذلك، فقد تم منح الملكية الرسمية للهيكل، وهي تنتمي اليوم، إلى الدولة الفرنسية، ويديرها عمدة ستراسبورغ. تم تنفيذ سلسلة من عمليات إعادة البناء والترميم الرئيسية في الثاني من 1837 إلى 1888. وشمل ذلك إعادة بناء القبو وإضافة نوافذ زجاجية ملونة جديدة. أعطيت الجوقة زخارفها الملونة متعددة الألوان، من قبل إدوارد شتاينلي وتشارلز أوغست شتاينهيل، التي تم الانتهاء منها في عام 1879. بدأ بناء قبة رومانيسك الجديدة فوق الجناح، وتم تركيب أبواب برونزية جديدة في عام 1879. أثناء الحرب الفرنسية البروسية 1870-1871، كانت المدينة تحت الحصار. اشتعلت النيران في السقف، وثني الصليب الموجود أعلى البرج بقذيفة مدفعية ألمانية. بعد الهزيمة الفرنسية، تم التنازل عن الألزاس للإمبراطورية الألمانية الجديدة حتى عام 1918. بعد الحرب، حصل كلوتس على الجنسية الألمانية حتى يتمكن من مواصلة عمله. أعاد بناء القبة فوق الجناح بأسلوب إحياء روماني أكبر.

### من القرن العشرين إلى القرن الحادي والعشرين

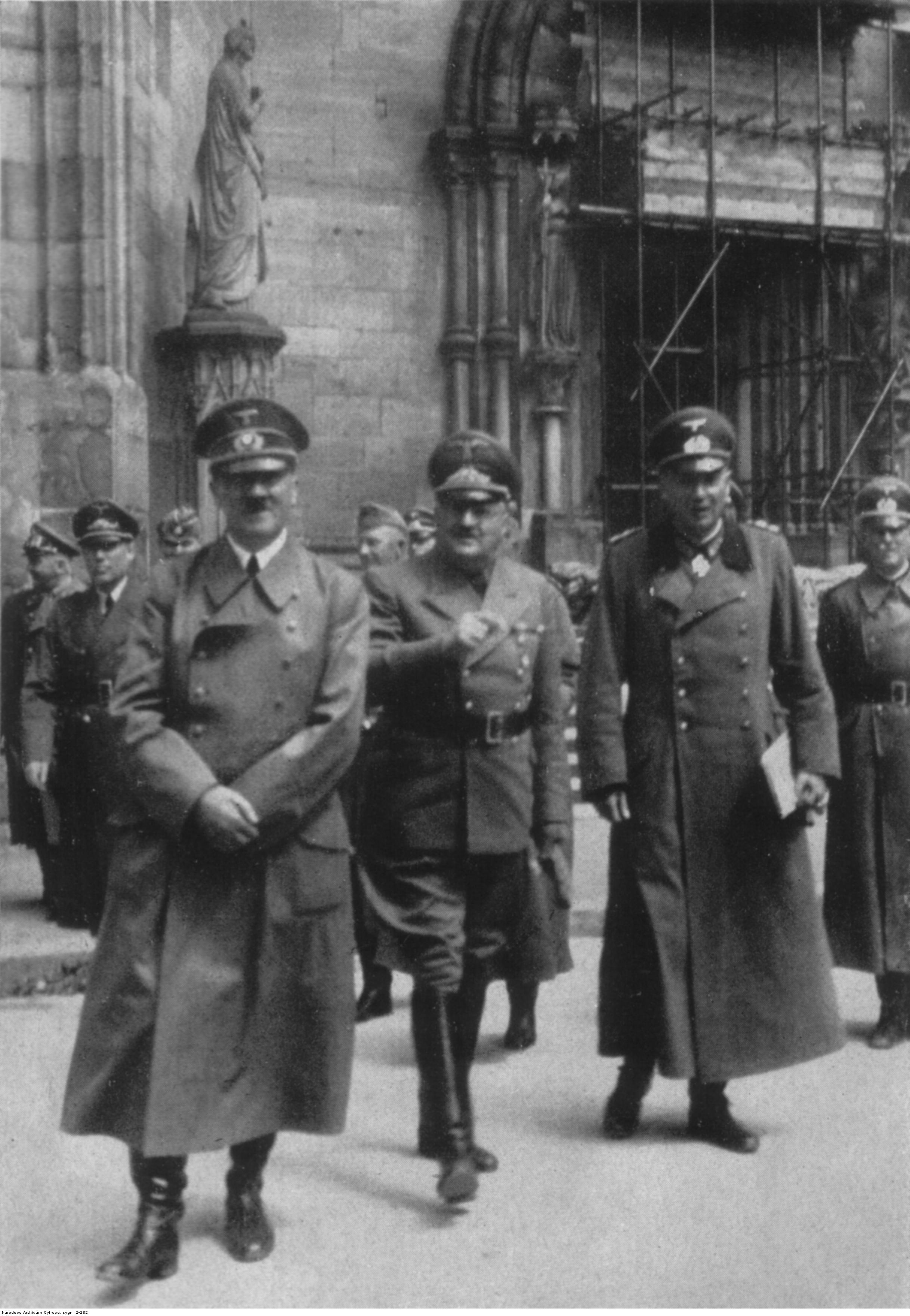
أدولف هتلر يزور الكاتدرائية منتصرًا في عام 1940

في عام 1903، اكتشف المهندس المعماري يوهان كناوث شقوقًا في العمود الأول للجانب الشمالي للصحن. في عام 1905 بدأ في اتخاذ تدابير لتدعيم وتقوية الجانب الشمالي من الواجهة الغربية التي تدعم البرج. بعد تجربة عدة تدابير مؤقتة، في عام 1915، خلال الحرب العالمية الأولى، أطلق مشروعًا واسع النطاق لاستبدال أساس الكاتدرائية بالكامل بالخرسانة. تم الانتهاء من هذا المشروع في عام 1926، بعد انتهاء الحرب. في عام 1918، تم ضم الألزاس وستراسبورغ وألسكاس مرة أخرى إلى فرنسا.  خلال الحرب العالمية الثانية، كان يُنظر إلى الكاتدرائية على أنها رمز للطرفين المتحاربين. قصد أدولف هتلر، الذي زاره في 28 يونيو 1940، تحويل الكنيسة إلى «ملاذ وطني للشعب الألماني»،  أو إلى نصب تذكاري للجندي الألماني المجهول. في 1 مارس 1941، أدى الجنرال لوكلير " يمين الكفرة "، مشيرًا إلى أنه «لن يريح الأسلحة إلا عندما تطير ألواننا الجميلة مرة أخرى على كاتدرائية ستراسبورغ».  خلال تلك الحرب نفسها، تمت إزالة الزجاج المعشق في 74 حالة. ومخزن في منجم ملح بالقرب من هايلبرون، ألمانيا. بعد الحرب، أعادها قسم الآثار والفنون الجميلة والمحفوظات في جيش الولايات المتحدة إلى الكاتدرائية. تعرضت الكاتدرائية بقنابل بريطانية وأمريكية خلال غارات جوية على وسط ستراسبورغ في 11 أغسطس 1944، والتي ألحقت أضرارًا جسيمة أيضًا بقصر روهان وكنيسة سانت مادلين. في عام 1956، تبرع مجلس أوروبا بنافذة الجوقة الشهيرة لماكس إنغراند، «ستراسبورغ مادونا» (انظر أيضًا تفسير علم أوروبا التوراتي). لم تكتمل إصلاحات أضرار الحرب إلا في أوائل التسعينيات. في أكتوبر 1988، عندما احتفلت المدينة بالذكرى السنوية 2000 لتأسيسها (حيث أن أول ذكر رسمي لـ أرجينتوراتوم يعود إلى عام 12 قبل الميلاد)، قام البابا يوحنا بولس الثاني بزيارة الكاتدرائية واحتفل بالقداس. تمت ترقية أسقفية ستراسبورغ إلى رتبة رئيس أساقفة قبل بضعة أشهر، في يونيو 1988. في عام 2000، أحبطت الشرطة الفرنسية والألمانية مؤامرة لتنظيم القاعدة لتفجير سوق عيد الميلاد المجاور. تم الانتهاء من ترميم البرج في عام 2006، وفي عام 2014 بدأت حملة ترميم جديدة في الجناح الجنوبي.

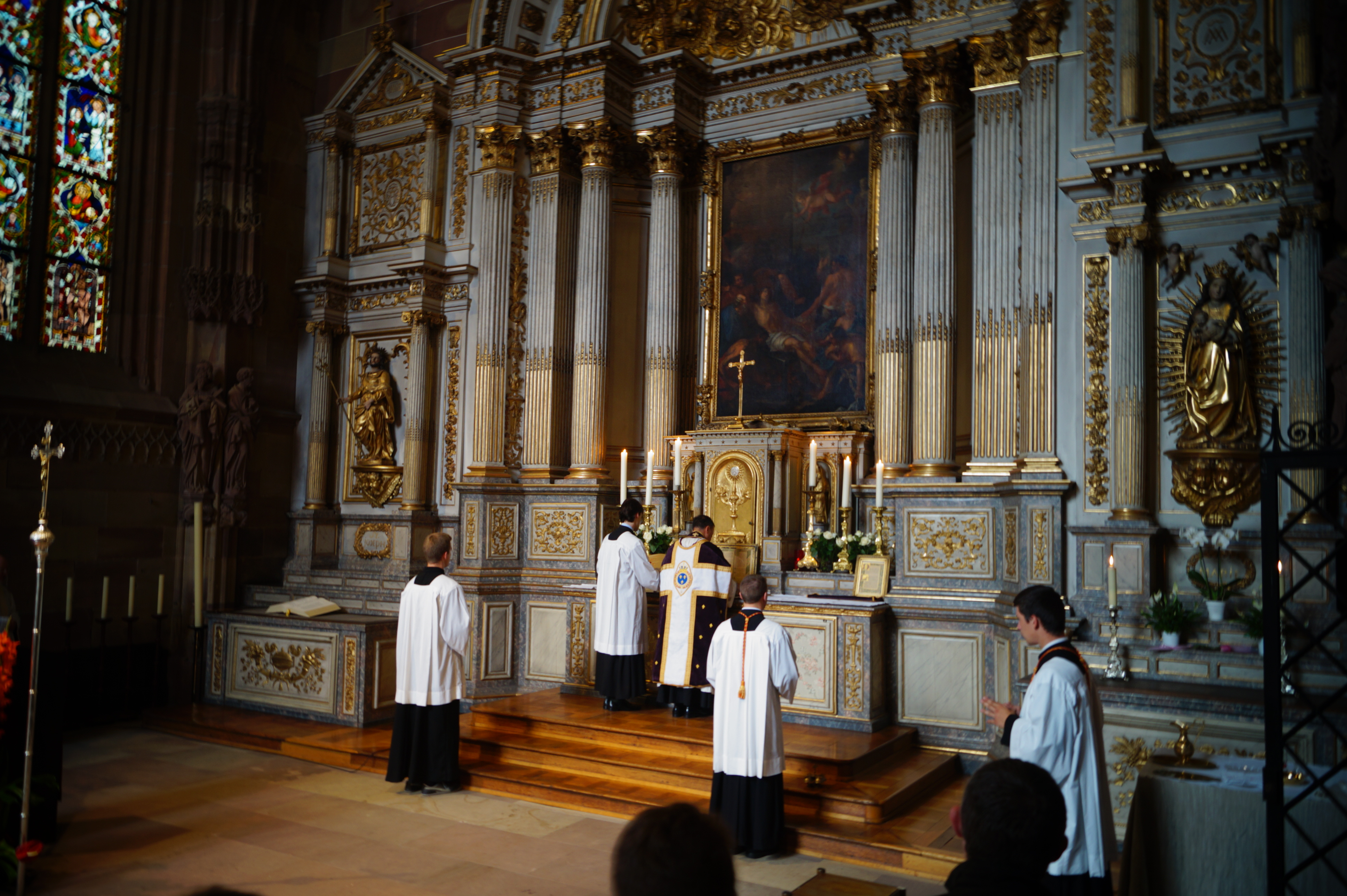
قداس ترايدنتين في الكاتدرائية

## التصميم الخارجي

### الجبهة الغربية
تعد الواجهة أو الواجهة الغربية، المدخل الرئيسي للكاتدرائية، إضافة متأخرة نسبيًا، شُيدت بين عامي 1277 و 1490. الواجهة مدعمة ومقسمة رأسياً بأربع دعامات ضيقة، كل منها مزين بالنحت. يرتفع في ثلاثة مستويات. البوابات على مستوى سطح الأرض؛ مستوى نافذة الوردة فوقهم، والمستوى الأعلى، بدرابزين. يبلغ قطر النافذة الوردية، ذات التصميم القوطي الرايوني، أربعة عشر متراً وتم الانتهاء منها في عام 1345. يصل الجملون المدبب فوق البوابة المركزية، المزين بنحت للسيدة العذراء والطفل، إلى الفضاء أمام نافذة الوردة. يوجد معرض لتماثيل الرسل، كل في قوسه الخاص، فوق نافذة الوردة.
تأخذ الجبهة الغربية مظهرها المميز وإحساسها الرأسي من الشبكة الكثيفة من الجملونات المدببة التي تشبه البحيرة، والقمم والأعمدة الطويلة النحيلة التي تغطيها. الأعمدة زخرفية بحتة، وهي رفيعة جدًا مقارنة بخيوط القيثارة. تم تعزيز التأثير البصري للواجهة من خلال الحجر الأحمر الداكن غير العادي.

### البوابات الغربية
تحتوي الكاتدرائية على ثلاث بوابات، تتوافق مع الأواني الثلاثة للصحن. لكل منها موضوع خاص من الزخرفة؛ البوابة اليسرى مخصصة لطفولة المسيح، والبوابة المركزية للفداء، والبوابة اليمنى ليوم القيامة. تم وضع البوابات للأمام من مقدمة الكنيسة بواسطة شبكة من الأعمدة الرفيعة والأبراج والأقواس التي تشكل جدارًا خارجيًا مزخرفًا. يعود تاريخ النحت إلى حد كبير إلى أواخر القرن الثالث عشر وهو مشابه في موضوعه وأسلوبه لمنحوتة كاتدرائية ريمس التي تم إجراؤها بين عامي 1250 و 1260، على الرغم من أن منحوتة ستراسبورغ تظهر قدرًا أكبر من الواقعية. إن طبلة الأذن المقوسة فوق أبواب البوابة المركزية مزدحمة بالنحت، مثلها مثل العقود والأقواس الحجرية حول الباب. تصور الشخصيات المركزية دخول المسيح إلى القدس، وصلب المسيح وآلامه، وكل ذلك بتعبير وتفاصيل استثنائية. بوابة طفولة المسيح (على اليسار) تصور الملائكة والأساقفة والقديسين في النسور، وشخصيات تمثل الفضائل، تحمل الرماح، وتحث الشخصيات التي تمثل الرذائل. في بوابة الدينونة الأخيرة، (يمينًا) يجلس المسيح على عرشه يفصل بين الصديقين والأشرار. المحاولة الشريرة، دون جدوى، لإغواء العذارى النبلاء، ولكن تنجح مع العذارى الجاهلات. على عكس تماثيل الكاتدرائيات السابقة، تظهر تماثيل ستراسبورغ بوضوح المشاعر؛ تبدو الأنبياء قاسية، والعذارى يبدون هادئين، والفضائل تبدو نبيلة، والعذارى التافهات يبدون حمقى. تقف جميع التماثيل الموجودة في البوابات على تيجان منحوتة بشكل واقعي ومزينة بعلامات الأبراج.

### بوابة سانت لورانس (شمال ترانسبت)
تمت إضافة بوابة سانت لورانس إلى الشمال بين عامي 1495 و 1505 من قبل جاكوب فون (أو جاك دي) لاندشوت، مع منحوتات من قبل هانز فون آخن (المعروف أيضًا باسم يوهان فون آش، أو جان دايكس لا شابيل) وكونراد سيفر. تم استبدال التماثيل الأصلية بنسخ في القرن العشرين وهي محفوظة اليوم في متحف عمل السيدة العذراء. تم تدمير طبلة الأذن في الثورة الفرنسية واستبدالها بعمل للنحات (1765–1833). كما يقدم المسرح الظاهري في وقت متأخر من القوطية ملتهبة الهندسة المعمارية والديكور، بما في ذلك ثلاثة أقواس المتشابكة على الأبواب، وتحتوي على تمثال القديس أثناء استشهاده. تحتوي الدعامات الداعمة على كلا الجانبين أيضًا على منحوتات معبرة للغاية تمثل السيدة العذراء مريم والمجوس الثلاثة على جانب واحد، ومجموعة من القديسين على الجانب الآخر، وكلاهما محمي تحت منحوتات متوهجة وذروات. يتقاطع الدرابزين مع وجه الجناح، وفوقه يوجد جدار من خليجين مملوءين بالزجاج الملون.

### بوابة العذراء (جنوب ترانسبت)
يعود تاريخ البوابة الجنوبية، أو بوابة العذراء، إلى حوالي عشرينيات القرن الثاني عشر، في نفس الوقت مثل عمود الملائكة والساعة الفلكية في الداخل. كانت المراسيم التي يصدرها الإمبراطور لتحقيق العدالة تُقرأ تقليديًا أمام هذا المدخل. تحتوي الأقواس المستديرة من طبلة الأذن فوق المدخل على تمثال للسيدة العذراء مريم وهي تحتضر، ويحيط بها الرسل الإثني عشر ويتوجها المسيح. تم تحطيم أعمدة التمثال الأصلية للرسل من عشرينيات القرن الثاني عشر والتي كانت تدعم طبلة الأذن في عام 1793 أثناء الثورة الفرنسية. يحتوي المستوى المتوسط من الجناح فوق البوابة، الذي تم بناؤه في حوالي عام 1230، على نوافذ مُبرمة وتمثال للعذراء، يحيط به القديس بطرس وسانت لورانس. وفوقها توجد ساعة ملونة بها علامات الأبراج. وفوق ذلك يوجد درابزين قوطي لامع به ساعة شمسية أصلية من حوالي عام 1493، وفوق ذلك يوجد نافذتان صغيرتان من الورود من نفس الفترة. بعد تدميرها خلال الثورة الفرنسية، تم استبدال العديد من المنحوتات في القرن التاسع عشر بأعمال فيليب جراس،  جان إتيان مالاد،  وجان فالاستر. كما هو الحال مع جميع البوابات الأخرى، تم استبدال العديد من التماثيل بنسخ في الموقع ويتم عرضها اليوم في متحف نوتردام. ينطبق هذا أيضًا على إكلسيا وسيناجوج، ويمكن القول إن أشهر تماثيل الكاتدرائية، إن لم يكن ستراسبورغ.

### برج الجرس المثمن وبرج مستدقة
كان من المفترض في الأصل أن تحتوي الكاتدرائية على برجين على الجبهة الغربية، ولكن تم بناء البرج الشمالي فقط. بدأ برج المثمن في عام 1399 من قبل أولريش فون إنسينجين (كبير المهندسين المعماريين حتى عام 1419)، وتوّجه خليفته يوهانس هولتز ببرج مستدق. تم الانتهاء من العمل في عام 1439. البرج ذو الجوانب الثمانية أعلى بثلاث مرات من العرض، وأكثر استطالة من الأبراج القوطية الأخرى في القرن الثالث عشر.  إنه محاط ومدعوم بأربعة أبراج أكثر رشاقة تحتوي على سلالم دائرية. تحتوي جدران البرج على فتحات طويلة مزودة بإبرة، تُظهر الأجراس وتضفي الضوء على الداخل، وهي مزينة من الخارج بجملونات مدببة متشابكة. يوجد بين البرج السفلي والبرج درج درابزين، يكاد يكون مخفيًا بالقمم والزخارف المعمارية الأخرى. 
يتكون البرج فوق البرج من ثماني مراحل من هيكل مثمن الأضلاع، مرتبطة ببعضها البعض بواسطة أقواس متشابكة وقمم، والتي تحتوي على درج إلى الفانوس في الأعلى. في الأصل، كان الفانوس يعلوه تمثال للسيدة العذراء مريم، قديسة الكاتدرائية، ولكن في عام 1488 تم استبداله بزهيرة أو زخرفة على شكل زهرة. يتوج هذا الصليب، الذي يحيط به أربعة صلبان صغيرة وصور للمضيف والكأس، وهي عناصر من ليتورجيا القربان المقدس. 

### عبور القبة والشفت
يتم وضع قبة العبور فوق نقطة الالتقاء بين الجناح والجوقة، ومثل برج الجرس، لها ثمانية جوانب. تم تشييده بداية من حوالي عام 1330، بعد إعادة بناء الجناح. ويعلو قاعدته رواق بأقواس مدببة، أسفل مستوى به خلجان كبيرة مقوسة، اثنتان على كل جانب، مقسومة على مجموعات من الأعمدة. وفوق ذلك توجد أروقة عمياء، وإفريز مزخرف، ثم سقف مدبب به زوج من النوافذ ناتئة أو نافذة سقفية، ونافذة صغيرة فوق نافذة كبيرة، على كل جانب، تجلب الضوء إلى الجوقة أدناه. تم تغيير مظهر القبة المتقاطعة في العصور الوسطى عدة مرات على مر القرون. تم تصميم قبة العبور المرئية حاليًا بأسلوب إحياء روماني كبير من قبل المهندس المعماري غوستاف كلوتز، بعد أن تعرضت القبة الأصلية لأضرار جسيمة بسبب القصف البروسي أثناء حصار ستراسبورغ. تعرضت قبة كلوتس بدورها لأضرار جسيمة جراء غارات القصف خلال الحرب العالمية الثانية، وتم ترميمها بين عامي 1988 و 1992. يحتوي الطاهي، في الطرف الشمالي الشرقي من الكاتدرائية، بالقرب من الجناح، على آثار تعود إلى كاتدرائية الرومانسيك، خاصة في المستويات الدنيا. إنه يطل على الدير السابق لشرائع الكاتدرائية. إنه جانب الكاتدرائية الأقل زخرفة. يحتل خليج مقوس كبير الجزء المركزي، أسفل الدرابزين. وفوق ذلك ثلاث نوافذ ضيقة ثم الجملون المثلث بنافذة صغيرة دائرية وأقواس عمياء. يحيط بالوجه برجان أسطوانيان بنوافذ ضيقة وأسقف مدببة. الجدران مثقوبة بشقوق ضيقة، مثل قلعة من العصور الوسطى، مما يعطيها مظهرًا عسكريًا للغاية. تم ربط مصليتين مخصصتين للقديس أندراوس والقديس يوحنا المعمدان على جانبي الحنية. تحافظ كنيسة يوحنا المعمدان على جدرانها السميكة ذات الطراز الرومانسكي ونوافذها الرومانية.

## التصميم الداخلي

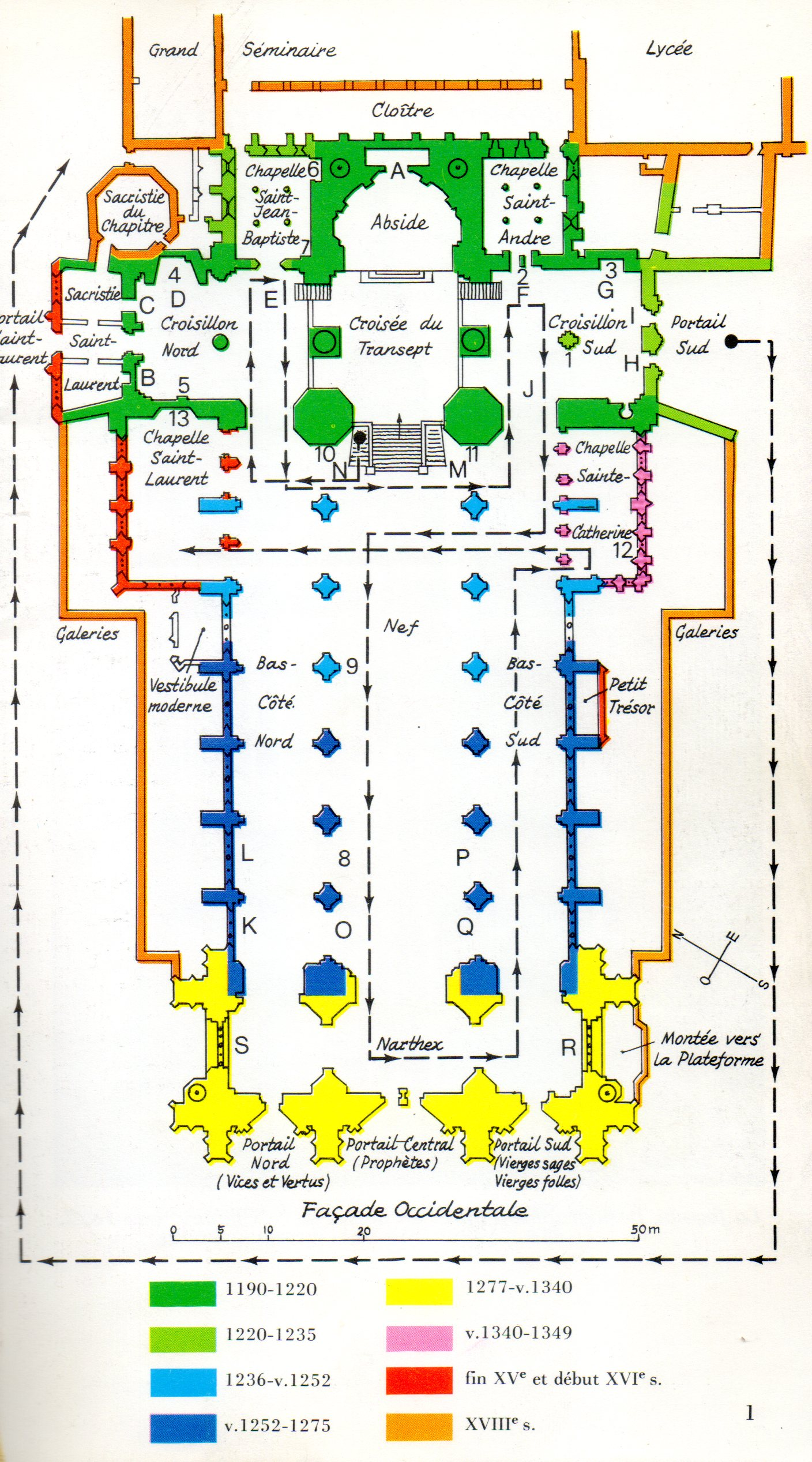
مخطط الكاتدرائية - ألوان مختلفة تشير إلى تواريخ البناء

### نارثيكس
نارثيكس هو جزء من الكاتدرائية يقع داخل الواجهة الغربية مباشرةً، أسفل البرج. يتم فصله عن صحن الكنيسة بواسطة عمودين ضخمين، 8.5 في 5 أمتار، يدعمان البرج أعلاه. العنصر الزخرفي الأساسي هو نافذة الورود، التي تمت إضافتها بين عامي 1320 و 1340، وتم ترميمها بشكل كبير منذ ذلك الحين.  تشع أشعة الزجاج الأصفر للخارج مثل الشمس، وتحيط بها قطع تشبه الفسيفساء من الأخضر والأزرق وبواسطة أوولي صغيرة ذات تصاميم زهرية حمراء. يشبه الزخرفة والزخرفة الداخلية إلى حد كبير ذلك الجزء الخارجي، مع صالات عرض عمياء وخطوط عمودية متوازية دقيقة، مثل أوتار القيثارة. يحيط بالنافذة قوس مدبب، ويكمل الزخرفة صف من الأقواس العمياء في المستوى السفلي. يحتوي الجزء الخلفي من الأبواب المركزية للبوابة على تمثال عمودي للقديس بطرس ممسكًا بمفاتيح المملكة وفوقه وردة عمياء، بدون زجاج، نسخة مصغرة من نافذة وردية كبيرة فوقها.

### زجاج ملون من نارثيكس
يحتوي الخليج السفلي في الجنوب على نوافذ زجاجية ملونة تصور الدينونة الأخيرة، بينما توضح نوافذ الخليج الشمالي اثنتي عشرة حلقة من سفر التكوين، بما في ذلك خلق آدم وحواء، والخطيئة الأصلية، والطرد من الجنة، وسفينة نوح.. يعود تاريخ هذه النوافذ إلى حوالي 1345.

### صحن الكنيسة
صحن الكنيسة هو قسم الكاتدرائية بين الرواق والجوقة حيث يجلس أبناء الرعية العاديون ويتعبدون. يبلغ ارتفاعه في ستراسبورغ 61.5 متر (202 قدم) بطول 16 متر (52 قدم) عرضًا، دون احتساب الممرين الجانبيين اللذين يبلغ كل منهما 10.41 متر (34.2 قدم). يبلغ ارتفاعها عن الأقبية 32.616 متر (107.01 قدم). يأخذ لونه البني المحمر من الحجر الرملي لجبال فوج. يسيطر على الصحن صفان من الأعمدة الضخمة كل عمود يحزم ستة عشر عمودًا أصغر، خمسة منها تصل إلى الأعلى لدعم الأقبية العلوية. تم تزيين نقاط الالتقاء بين الأعمدة وأضلاع القبو بمنحوتات نباتية. يحتوي الارتفاع على ثلاثة مستويات تقليدية من القوطية العالية أو القوطية المشعة؛ أروقة كبيرة في الأسفل، مع نوافذ على الممرات الجانبية؛ ثلاثية ضيقة، أو رواق، مع نوافذ أيضًا، للمرور على طول الجدران؛ وفوق ذلك، متساوية الارتفاع مع الأقواس النوافذ العلوية التي تصل إلى الأقبية. تملأ النوافذ العلوية في ستراسبورغ المساحة الكاملة بين الثلاثية والأقبية. يتم إعطاء عنصر إضافي من الزخرفة من خلال الرؤوس الصغيرة المنحوتة والمذهبة والمذهبة على أحجار الأساس للأقبية، حيث تلتقي الأضلاع.

### صحن الزجاج المعشق - نوافذ الإمبراطور
تحتوي الخلجان السفلية الخمسة على الجانب الشمالي على بعض من أقدم الزجاج الملون في الكاتدرائية، وقد تم تركيبه في كاتدرائية الرومانيسك القديمة في حوالي عام 1180. عندما أعيد بناء صحن الكنيسة على الطراز القوطي في القرن الثالث عشر، أعيد تثبيت النوافذ القديمة في مواقع عشوائية. في عام 1877، أعاد المهندس المعماري غوستاف كلوتس تشكيل النوافذ بترتيبها الأصلي. النوافذ مخصصة لتسعة أباطرة من الإمبراطورية الرومانية المقدسة. يحمل كل منهم صولجانًا في يده اليمنى ومحجرًا في اليد اليسرى، وهما رمزان لمسؤوليتهما بصفتهما ملوكًا وشخصيات دينية. تم تجميع بعض النوافذ بالزجاج من فترات مختلفة: في النوافذ المخصصة للإمبراطور فريدريك الثاني وهنري الثاني من بامبرغ، تم صنع الرؤوس بين عامي 1250 و 1275، ولكن في عام 1522 تم إعادة تركيبها على أجساد ملوك آخرين من النوافذ السابقة صنع في حوالي 1180. النوافذ الدائرية الصغيرة فوق الأباطرة تصور مشاهد من حياة المسيح.
نوافذ الإمبراطور الكاملة هي:
- نافذة الإمبراطور الأولى: هنريكوس ريكس (على الأرجح هنري الصياد)، فريدريكس ريكس (فريدريك الأول)، هنريكوس بابينبيرجنسيس (هنري الثاني ملك بامبرغ)؛
- نافذة الإمبراطور الثالثة: ريكس فيليبوس (فيليب شوابيا)، هنريكوس ريكس (من المحتمل أن يكون هنري الثاني)، ريكس هنريكوس كلودوس (هنري الأعرج = ربما هنري الثاني أيضًا)، فريدريكوس سوبميرسوس (فريدريك الأول)

تصور النوافذ العلوية للصحن أربعة وثمانين قديساً، أضافهم فنانون مختلفون بين عامي 1250 و 1275. على الجانب الجنوبي من الصحن، تحتوي الجدران العلوية على نوافذ تصور القديسات، بما في ذلك القديسات المحليات من الألزاس أو ستراسبورغ. يلبسون تيجاناً وفي شعرهم أزهار، ويحملون أغصان شجرة الحياة أو الفاكهة. على الجانب الجنوبي، تظهر النوافذ العلوية الجنود والباباوات والأساقفة وشخصيات ذكورية أخرى. نوافذ ثلاثية، بين النافذة العلوية والسفلية، تحتوي على إعادة تشكيل من القرن التاسع عشر للنوافذ القديمة التي تصور أسلاف المسيح، ولكن القليل من الزجاج الأصلي لا يزال قائما.

### المنبر
تم نحت المنبر، المرتبط بالعمود الرابع من الجانب الشمالي للصحن، في عام 1485 بناءً على تصميم هانز هامر. يتم الوصول إليه عن طريق درج بتصميم منحوت منحوت يسمى «أجنحة الفراشة». المنبر نفسه، على شكل كوربيل أو سلة مزخرفة للغاية، مغطى بالكامل بزخارف، وجملونات، وقمم، ومنافذ مليئة بالنحت، بما في ذلك صور المسيح على الصليب، ومريم العذراء المتوجة، والرسل، والصلب، ووكذلك ملوك وأطباء الكنيسة. تمثال على الجانب الغربي من العمود يمثل الواعظ الشهير المعاصر للكاتدرائية. يوهان جيلر فون كايزرسبرج (ت 1510)؛ تمثال صغير على طول درابزين الدرج يصور كلب جيلر وهو يبكي سيده على درجات المنبر حيث كان يخطب ذات مرة.

### الجهاز الكبير
تم تسجيل الأرغن الكبير، الموجود أعلى جدار الجانب الشمالي من صحن الكنيسة، على أنه موجود في عام 1260. أعيد بناؤها عام 1298، في 1324-1327، في 1384، 1430، و 1489 وأخيراً في عام 1716 بواسطة أندريه سيلبرمان. تم رفعه إلى موقعه الحالي في عام 1327. كما تتدلى الزخرفة المزخرفة والملونة للقمة، والمستنقعات، والنحت المنحوت أيضًا أسفل الأرغن، بما في ذلك شخصية متحركة لشمشون وهو يفتح فكي أسد. تشمل الأشكال المتحركة الأخرى عازف بوق يحمل لافتة وبائعًا من البسكويت يقدم الطحين والماء والملح من قبل تماثيل عذارى كارواي على وحدة التحكم. كان لعضو سيلبرمان ثلاث لوحات مفاتيح، تسعة وثلاثون جوًا، أو تأثيرات وألفان ومائتان وأربعون أنبوبًا. تم تزويده بالكهرباء بعد عام 1807، وتم ترميمه وتعديله عدة مرات، كان آخرها في عام 1934-1935 وفي عام 1975-1981، مما منحه القدرة الحالية سبعة وأربعين جوًا.
بالإضافة إلى العضو الكبير في صحن الكنيسة، تحتوي الكاتدرائية على عضوين أصغر:
- أرغن الجوقة، الجانب الشمالي للجوقة، جوزيف ميركلين، 1878 [54]
- أرغن الأنبوب القبودي، 1998 [55]

### شمال ترانسبت
تم بناء الجناح والحنية فوق سرداب الرومانسيك، مما يجعلها أعلى قليلاً من صحن الكنيسة؛ يتم الوصول إليهم عن طريق درج قصير، مما يعطي الانطباع بأن الجوقة والحنية هي مسرح المسرح. يعلو عبور الجناح والجوقة القبة المركزية أو القبة، التي تدعمها أربعة أعمدة عملاقة، ملفوفة في ثمانية أعمدة، والتي تصل إلى الأعلى لدعم الأقبية الموجودة أسفل القبة. ترتكز القبة نفسها على أربع حنيات ركنية، وهي قاعدة مصنوعة من أقواس مستديرة تربط بين العناصر القوطية والرومانية. الأعمدة مزينة بسخاء بأوراق الشجر المنحوتة. في السابق كانت أرضية المعبر مليئة بمقابر شخصيات دينية بارزة، لكن تم نقلهم في وقت لاحق لإعادة البناء. بقيت الأسماء فقط محفورة على الجدران. يوجد مذبحان مثبتان على الأعمدة الغربية للمعبور، كلاهما من القرن السادس عشر؛ أحدهما مخصص للقديس بانكراس الروماني والآخر لسانت موريس. يمتلئ المعبر بتماثيل وتماثيل نصفية للقديسين في منافذ وكذلك نقوش بارزة من الميلاد وعبادة المجوس. تم رسم مشاهد أخرى على ظهر النقوش البارزة.
يتميز أول قبو علوي قبل القبة بلوحة تعود إلى القرن التاسع عشر من الحكم الأخير لتشارلز أوغست شتاينهيل، وهو متعاون مع يوجين فيوليت لو دوك وغيره من مرممي الكاتدرائية البارزين. إنه على الطراز البيزنطي الجديد، مع المسيح في إطار أحمر في الوسط. كما كان من المفترض أن يتم طلاء الخزائن الأخرى في المعبر، لكن التمويل لم يكن كافياً. يحتوي الجناح الشمالي الروماني على أربعة تقاطعات، والتي كانت الأولى في الكاتدرائية لتلقي أقبية ضلعية قوطية. ترتكز الأقبية على عمود دائري بحلقات حجرية زخرفية متواضعة. تم تجميع النافذتين السفليتين المبطنتين معًا في القرن التاسع عشر من زجاج من قرون مختلفة. تتميز بشجرة جيسي (سلسلة نسب المسيح) وحكم سليمان (النافذة اليمنى) والعذراء مريم مع يوحنا المعمدان ويوحنا الإنجيلي) بالإضافة إلى الملك سليمان وملكة سبأ والملك داود على اليسار. النافذتان الوردية أعلاه تعودان لاحقًا إلى القرن الرابع عشر بتصميمات نباتية. على الجدار الشرقي، تظهر النوافذ المسيح في جلالة الملك، وسانت لورانس، والعذراء والطفل، ويوحنا المعمدان. زينت تيجان الأعمدة بالتنانين والمخلوقات الأسطورية الأخرى. يحتوي الجناح الشمالي أيضًا على خطي المعمودية، أحدهما دائري والآخر مثمن، في إعداداتهم المعمارية الخاصة، وقد تم صنعهما بواسطة جوست دوتزينغر في عام 1453. يتم تغطية قبو مثمنة مع الأقواس ومثل الدانتيل المتداخلة النحت في القوطية أواخر مبهرج الاسلوب. يتصل الجناح الشمالي بكنيسة القديس يوحنا، ويتم الدخول من خلال قوس قوطي مدبب يحتوي على قوس رومانيسكي مستدير. العمل الفني المركزي في شمال ترانسبت هو تمثال كبير للمسيح على الصليب، فوق منظر طبيعي منحوت يصور جبل الزيتون، مزدحمًا بأشكال منحوتة في أوضاع درامية. صُنع في الأصل عام 1498 بواسطة نيكولاس رودر لمقبرة سانت توماس، واستند إلى نقوش لمارتن شونغاور وألبريشت دورر.

### جنوب ترانسبت
في الجناح الجنوبي، تم تصميم نوافذ المشرط والأوكولوس في الخلجان الكبيرين في الشرق، والتي تم بناؤها في 1220-1227، على غرار تلك الموجودة في الجوقة السفلية لكاتدرائية شارتر. تمت إضافة قوس مدبب ومنبر للمطربين ودرابزين في القرن الخامس عشر. تمثال للرأس، يرتدي قبعة المهندس المعماري أو القاضي، ينظر من الدرابزين إلى عمود الملائكة. تحت الدرابزين توجد لوحة كبيرة على الخشب تصور الميلاد، في منظر طبيعي شامل. يعود تاريخه أيضًا إلى القرن الخامس عشر. يحتوي الجناح الجنوبي على عمود الملائكة، وهو عمود دعم ضخم للسقف. وهي تتألف من عمود مثمن الأضلاع محاط بأربعة أعمدة متداخلة تصل إلى أعلى لدعم الأقبية وأربعة كولونيت صغيرة. وهي مزينة بأربع مجموعات رأسية من أعمدة التماثيل تصور مناظر من المسيح ويوم القيامة، بالإضافة إلى أربعة ملائكة يحملون أدوات الآلام، وفوق ذلك أربعة ملائكة يدقون أبواقًا. في المستوى السفلي توجد تماثيل المبشرين الأربعة. تم إنشاء العمود في منتصف القرن الثالث عشر، على الأرجح من قبل مجموعة من النحاتين من فرنسا أو بورغوندي. أجزاء أخرى من الخزائن مدعومة من قبل أتلانتس، وهي دعامات في شكل شخصيات بشرية. تم صنع النوافذ الوردية للواجهة الغربية للجناح بين عامي 1230 و 1235، وفوق الوردة توجد أشكال دائرية صغيرة من نفس الفترة، تصور رموزًا توراتية؛ ألفا وأوميغا، الشمعدانات من التحالف القديم، وغيرها التي تجمع بين التصاميم الزهرية والهندسية.

### ساعة فلكية
الساعة الفلكية، الواقعة في جنوب الكنيسة، هي واحدة من أشهر معالم الكاتدرائية. تم تركيب أول ساعة فلكية في الكاتدرائية من 1352 إلى 1354 حتى 1500. كانت تسمى دريكونيججار («ساعة ذات ثلاثة ملوك»)، وتقع على الجدار المقابل حيث توجد ساعة اليوم. في الظهيرة، كانت مجموعة من ثلاثة ملوك ميكانيكيين تسجد أمام الطفل يسوع، في حين أن دقات الساعة تدق الساعة. في عام 1547، بدأ كريستيان هيرلين وآخرون ساعة جديدة، ولكن توقف البناء عندما تم تسليم الكاتدرائية إلى الكنيسة الرومانية الكاثوليكية. تم استئناف البناء في عام 1571 من قبل كونراد داسيبوديوس والأخوين هابريخت، وأعطيت هذه الساعة برنامجًا أكثر طموحًا من الأشكال الميكانيكية. تم تزيينه بلوحات للرسام السويسري توبياس ستيمر. استمرت هذه الساعة حتى عام 1788، ويمكن رؤيتها اليوم في متحف ستراسبورغ للفنون الزخرفية. تم بناء الساعة الحالية بواسطة جان بابتيست شويلجوي بين عامي 1837 و 1842. جميع أجزاء الساعة معًا 18 م (59 قدم) عالية. تظهر الساعة أكثر بكثير من الوقت الرسمي؛ كما يشير أيضًا إلى التوقيت الشمسي، واليوم من الأسبوع (يمثل كل منها إله الأساطير)، والشهر، والسنة، وعلامة الأبراج، وطور القمر وموقع العديد من الكواكب.. يحتوي الجزء السفلي من القاعدة الضخمة للساعة على تماثيل أبولو والإلهة ديانا تقدم تقويمًا دائريًا للسنة الليتورجية، ويشير وجهها الدائر مع كرة إلى تواريخ الاحتفالات والمناسبات الدينية الرئيسية. هذا الجزء من الساعة مُحاط بأشكال مرسومة تمثل الإمبراطوريات القديمة - اليونان وآشور وبلاد فارس وروما. يعرض المستوى أعلاه مجموعة من العربات الميكانيكية، مع شخصيات مجازية تمثل أيام الأسبوع، والتي تتحرك يوميًا لإحضار اليوم الحالي من الأسبوع إلى المقدمة. صورتان لامرأتين مستلقيتين تحملان كادانًا (وجه ساعة) بينهما يحكي الدقائق. فوق هذا المستوى توجد كرة سماوية في سماء من النجوم الملونة مما يحدث ثورة كاملة كل 23 ساعة وستة وخمسين دقيقة وأربع ثوان. أثناء دورانها، تُظهر 1,022 نجمة حددها بطليموس، كما تُرى فوق أفق ستراسبورغ. يتكون البرج المركزي من ثلاثة مستويات. في الجزء السفلي، تحيط أشكال الفصول الأربعة بإسطرلاب ميكانيكي، يشير إلى موقع الكواكب وفقًا لكوبرنيكوس، وتحيط به علامات البروج. وفوق هذا توجد كرة أرضية بها شخصيات مرسومة للكنيسة والمسيح الدجال يواجهان بعضهما البعض. تعرض هذه الآلية مراحل القمر. وفوق ذلك يوجد مستويان من الأشكال الميكانيكية المتحركة، وفوق ذلك تمثال للمسيح والمبشرين الأربعة، تحت قبة مكونة من أقواس متقاطعة.
تبدأ الشخصيات المتحركة في الحركة في ساعات مختلفة من اليوم. أحد الملاك يدق الجرس بينما الآخر يدور فوق ساعة رملية. شخصيات مختلفة تمثل أعمار الحياة (من طفل إلى شيخ) موكب أمام الموت. في المستوى الأخير، مر الرسل أمام المسيح. يتم تشغيل كل هذه الآلات الآلية يوميًا في الساعة 12:30 مساءً ما عدا أيام الأحد.

### حنية
حنية الكاتدرائية، القبو نصف الكروي خلف المذبح في الطرف الشمالي الشرقي، يتميز بالعمارة الرومانية والقوطية المغطاة بزخارف القرن التاسع عشر من العصر الروماني الحديث، وقد رسم إدوارد شتاينلي اللوحات على القبة النصفية والجدران في 1877-1879 على طراز الفسيفساء البيزنطية. تمثل الأشكال المرسومة على الحائط آباء الكنيسة ومؤسسي الطوائف الدينية المرسومة على الطراز البيزنطي. في عام 2004، تلقت الحنية والجوقة بعض المفروشات التاريخية؛ خمسة عشر كشكًا للجوقة صنعها كلود بوردي وكلود برجرات عام 1692، بالإضافة إلى مجموعة من تماثيل نصفية للرسل وُضعت في الأصل هناك في القرن الثامن عشر. نافذة من الزجاج الملون في محور الحنية تصور عذراء الألسكاس. كانت النافذة هدية للكاتدرائية في عام 1956 من مجلس أوروبا، الذي يوجد مقره في ستراسبورغ. إنها تحل محل النافذة الأصلية التي كانت واحدة من النوافذ القليلة التي لم يتم وضعها في التخزين الآمن قبل الحرب العالمية الثانية؛ دمرها قصف الحلفاء عام 1944. المذبح الرئيسي، على شكل قبر، هو إعادة إنشاء مذبح سابق على الطراز الروكيلي أو الطراز الباروكي المتأخر، والذي تضرر في حريق عام 1759 ثم دمر خلال الثورة الفرنسية. تم إعادة إنشاء المذبح في عام 1809 من قبل المهندس المعماري بيير فالنتين بودورز، الذي اكتشف الميدالية المركزية القديمة للمذبح الأصلي ودمجها مع ألواح من الرخام الأبيض والأسود. أضاف النحات جاك زيمر رؤوس الكروب من البرونز.

### كنيسة القديس يوحنا المعمدان
تقع كنيسة القديس يوحنا المعمدان على يسار الحنية في الطرف الشمالي الشرقي من الكاتدرائية. إنها واحدة من أقدم أجزاء الكاتدرائية، وقد شيدت عام 1170 تقريبًا ثم أعيد بناؤها على الطراز القوطي عام 1230، بنفس ارتفاع الصحن المجاور. الخزانة تحتل المستوى العلوي من الكنيسة. تحتوي الكنيسة على قبر المطران كونراد دي ليشتنبرغ، الذي تم بناؤه بين عامي 1310 و 1320، وهو مؤطر الآن بواسطة قوس كرشة لامع. يحتوي أيضًا على قبر كونراد دي بوسنانج، العضو البارز في الفصل، والذي تم تصوير صورته في تمثال يصلي أمام العذراء والطفل. يعود تاريخه إلى نهاية القرن الخامس عشر. يفتح باب من الكنيسة الصغيرة إلى الدير المجاور خلف الكاتدرائية.

### مصلى القديس أندراوس
تقع كنيسة القديس أندرو على الجانب الجنوبي الشرقي على يمين الحنية. إنه أيضًا جزء مبكر جدًا من الكاتدرائية، تم بناؤه بعد عام 1150 بفترة وجيزة، مع تسعة معابر وثلاثة بلاطات ذات أحجام مختلفة قليلاً، مغطاة بأقبية الفخذ الرومانية. تم تخصيص الكنيسة لنصب تذكارية لستة شرائع دفنت هناك بين عامي 1478 و 1681. الزخرفة المركزية عبارة عن عمل نحتي مخصص للسيدة العذراء تبرع به الأخوان دي باربي في عام 1521. تفتح بوابة رومانيسكية على الدير بالخارج.

### سرداب
تحتوي الكاتدرائية على اثنين من الخبايا الرومانية، أقدم أجزاء الكاتدرائية. الأحدث تحت الكنيسة، من حوالي 1150، والأقدم، تحت الحنية، بني في حوالي 1110 إلى 1120. وهي مغطاة بأقبية من الفخذ على الطراز الرومانسكي، تتكون من تقاطع أقبية أسطوانية مستديرة، وتدعمها أعمدة صليبية ضخمة وأعمدة أسطوانية مزخرفة بأوراق النخيل على تيجانها. وقد نحتت بعض العواصم أيضًا وحوشًا وأسودًا في الزوايا. يحتوي القبو الأكبر على ثلاث بلاطات متساوية الحجم مقسومة على أعمدة رفيعة. هناك ثلاثة سلالم نزولاً إلى القبو، أقدمها من الحنية، يعود تاريخها إلى حوالي 1150. الأعمدة بين السلالم أقدم من عام 1015. تم إجراء المزيد من التعديلات على الخبايا في القرن الثاني عشر. 

### أجراس
في عام 1519، كلفت كاتدرائية ستراسبورغ جيرج فون شباير بإنشاء ما قيل أنه أكبر جرس في أوروبا. قطرها 2.74 متر ووزنها عشرين طناً. تم تثبيت هذا الجرس الضخم ولكن تصدع بعد ذلك بوقت قصير. مكانه باعتباره الجرس، أو الجرس الأكبر والأعمق، اتخذ من قبل جرس أقدم، «ناقوس الموت»، أو «جرس الموت»، والذي كان يستخدم تقليديا للحداد. يبلغ وزنها 7.5 طن وقطرها 2.2 متر، وقد صُنع عام 1447 بواسطة هانز جريمب. لا يزال في مكانه. خلال الثورة الفرنسية، تم إخراج تسعة أجراس وصهرها لصنع مدفع، ولكن تم الاحتفاظ بجرس «ناقوس الموت» والجرس الثاني، «عشرة جرس» (1.58 متر، 2.225 طن)، المصنوع في ماتيو إديل عام 1786، لقرع الجرس. ساعات وتكون بمثابة أجراس إنذار للمدينة. وفي الآونة الأخيرة، تم إلقاء مجموعة من ستة أجراس حديثة في هايدلبرغ بين عامي 1974 و 1976؛ يتراوح قطرها من 1.7 متر إلى 0.9 متر ووزنها من 3.9 إلى 5.7 طن. الأجراس الأخرى من 1987 و 2006.
تدق الأجراس الأربعة في البرج المثمن على مدار الساعة. من بينها جرس قديم صنعه جان روزير وسيزار بونبون (1691). يرن جرس قديم آخر لماثيو إديل (1787، 2.2 طن) في ربع الساعة. يكرر جرس أقدم، لجين جاك ميلر (1595)، رنين الساعات بعد دقيقة واحدة. تحت سقف برج كلوتس، توجد ستة أجراس تدق الجماهير الأسبوعية وأيضًا أعمال المعمودية والزواج ووفيات أبناء الرعية. 

### المفروشات
تحتوي الكاتدرائية بشكل خاص على مجموعة رائعة من أربعة عشر سجادة تصور حياة مريم العذراء. تم تكليفهم من قبل الكاردينال ريشيليو لكاتدرائية نوتردام دي باريس، وصُنعوا لمرافقة لوحة هناك، «نذر لويس الثالث عشر». تم تصنيعها بين عامي 1638 و 1657 في باريس بواسطة بيير دامور. تم شراؤها من قبل فرع كاتدرائية ستراسبورغ في عام 1739، وكانت مثالاً على استيراد الطراز الفرنسي لتلك الفترة إلى الألزاس. يتم تعليقها تقليديًا في أروقة صحن الكنيسة أثناء زمن المجيء.

## فن الكاتدرائية في متاحف ستراسبورغ
يقع متحف متحف عمل السيدة العذراء، أو متحف أعمال نوتردام، في مبنى من العصور الوسطى وعصر النهضة ليس بعيدًا عن الكاتدرائية، ويعرض مجموعة من بعض الأعمال الأصلية الأكثر دقة في النحت والفن. من الكاتدرائية، انتقل إلى هناك لحمايتهم من الأضرار البيئية. وتشمل هذه بعض التماثيل الأصلية من البوابات والواجهة التي يعود تاريخها إلى القرن الثالث عشر، بما في ذلك تماثيل «الكنيسة» و «الكنيس» من بوابة الجناح الجنوبي. تمثال «الكنيس» معصوب العينين، لأن اليهود لم يعترفوا بألوهية المسيح. كما أنها تحافظ على أقدم مخططات الكاتدرائية، بالإضافة إلى اللوحات والمنسوجات وغيرها من الأشياء. تم العثور على أشياء وأعمال أخرى من الكاتدرائية، بما في ذلك آلية الساعة الفلكية الأصلية، في متحف ستراسبورغ للفنون الزخرفية.

## شخصيات
- يوهان جيلر فون كايزرسبرج، واعظ (1478-1510)
- ماتيوس زيل، واعظ (1518-1523)
- كاسبار هيديو، واعظ (1523-1550)
- يوهان كونراد دانهاور، كاهن (1633-1666)
- فيليب جاكوب سبينر، واعظ (1663–1666)
- فرانز زافير ريختر، كابيلميستر (1769-1789)
- إجناز بلييل، كابيلميستر (1783-1795)

## أبعاد
- الطول الإجمالي: 112 متر (367 قدم)

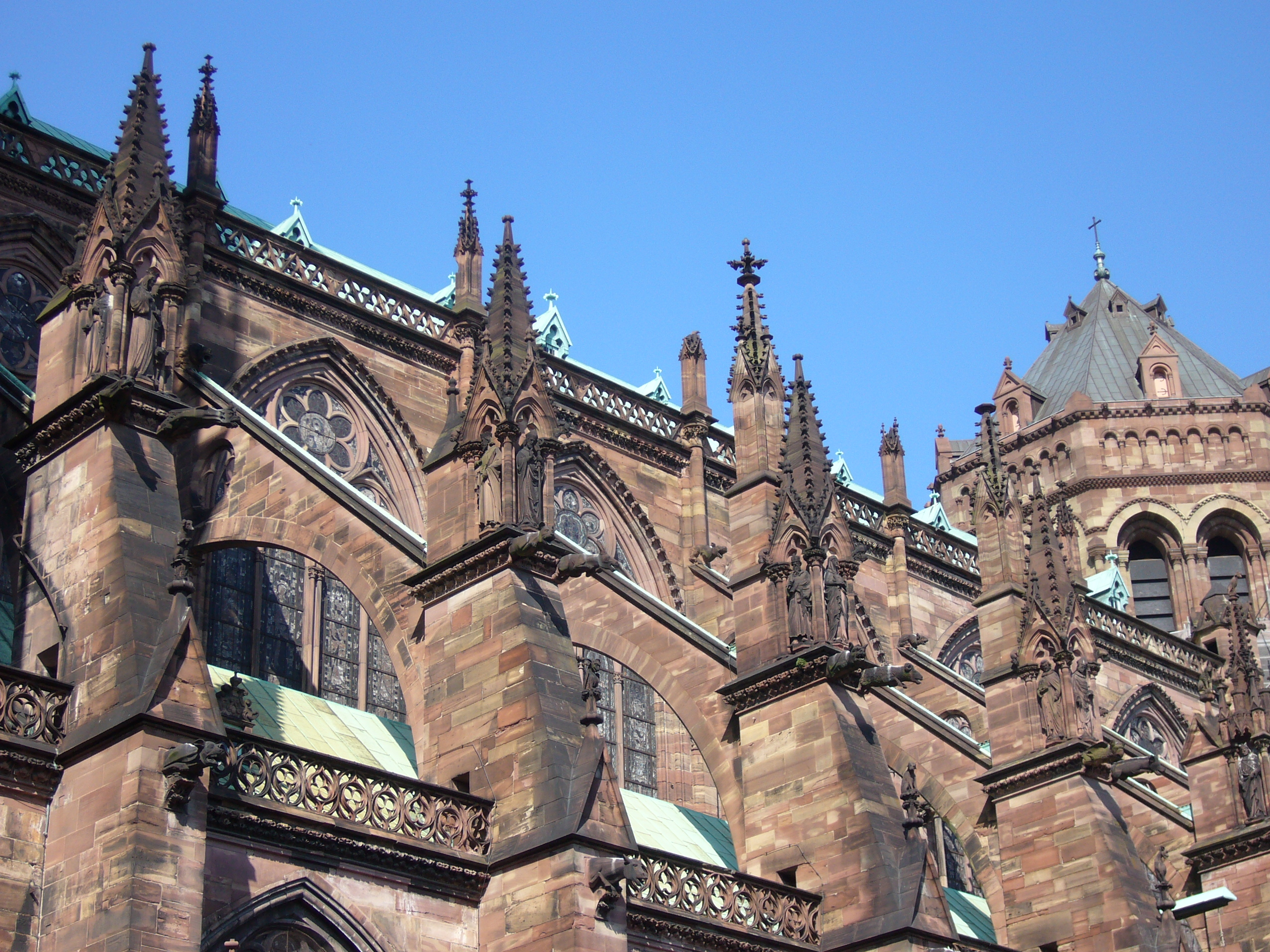
دعامات طائرة على الجانب الجنوبي من الكاتدرائية

- الطول الإجمالي من الداخل: 103 متر (338 قدم) [56]
- ارتفاع البرج: 142 متر (466 قدم)
- ارتفاع سطح المراقبة: 66 متر (217 قدم)
- ارتفاع قبة العبور: 58 متر (190 قدم)
- الارتفاع الخارجي للصحن المركزي: 40 متر (130 قدم)
- الارتفاع الداخلي للصحن المركزي: 32 متر (105 قدم)
- العرض الداخلي للصحن المركزي: 16 متر (52 قدم) [56]
- الارتفاع الداخلي للألواح الجانبية: 19 متر (62 قدم)
- الارتفاع الداخلي للنارثيكس: 42 متر (138 قدم)
- العرض الخارجي للواجهة الغربية: 51.5 متر (169 قدم)
- قطر نافذة الورد للواجهة الغربية: 13.6 متر (45 قدم)
- مساحة البناء الرئيسية: 6,044 متر مربع (65,060 قدم2)
- مساحة السقف المغطاة بالنحاس: 4,900 متر مربع (53,000 قدم2)
- مساحة السطح المغطى بالبلاط: 600 متر مربع (6,500 قدم2)
- مساحة السطح المغطاة بالأردواز: 47 متر مربع (510 قدم2)

## تأثيث
أثرت تحطيم الأيقونات البروتستانتية والثورية، وفترات الحرب في أعوام 1681 و 1870 و1940-1944، فضلاً عن التغييرات في الذوق والطقوس الدينية، على بعض أبرز ميزات كاتدرائية ستراسبورغ مثل شاشة الجوقة لعام 1252 والمذابح العالية المتتالية (حوالي 1500 و 1682)، ولكن تبقى العديد من الكنوز داخل المبنى؛ أخرى، أو أجزاء منها، معروضة في متحف نوتردام.